# Дамара (богиня)
Вижте пояснителната страница за други значения на Дамара.
Дамара е езическа богиня на дома и домашното огнище в митологията на келтите.
Според древните вярвания, Дамара помага за запазването и поддържането на спокойствие и хармония в семейството. Някои считат, че тя може да съдейства за осигуряването на семейния бюджет за посрещане на домакинските разходи.